# خط لوله ساخالین–خاباروفسک–ولادی‌وستوک
خط لوله ساخالین-خاباروفسک-ولادیوستوک (انگلیسی: Sakhalin–Khabarovsk–Vladivostok pipeline) خط لوله انتقال گاز طبیعی به طول ۱۸۲۲ کیلومتر است، که از ساخالین، روسیه آغاز شده و پس از گذر از شهرهای کامسامولسک بر آمور و خاباروفسک در شهر ولادی‌وستوک پایان می‌یابد. ظرفیت انتقال گاز طبیعی این خط لوله روزانه معادل ۱۰۰ میلیون متر مکعب می‌باشد.